# Graduel neumé
Le Graduel neumé est un graduel particulier en grégorien sorti en 1966 par les Éditions de Solesmes. Il s'agit du deuxième livre du chant grégorien publié en duplex, et du premier au XXe siècle. Cette publication ouvrit une porte pour l'interprétation sémiologique.

## Histoire

### Graduel personnel de Dom Cardine

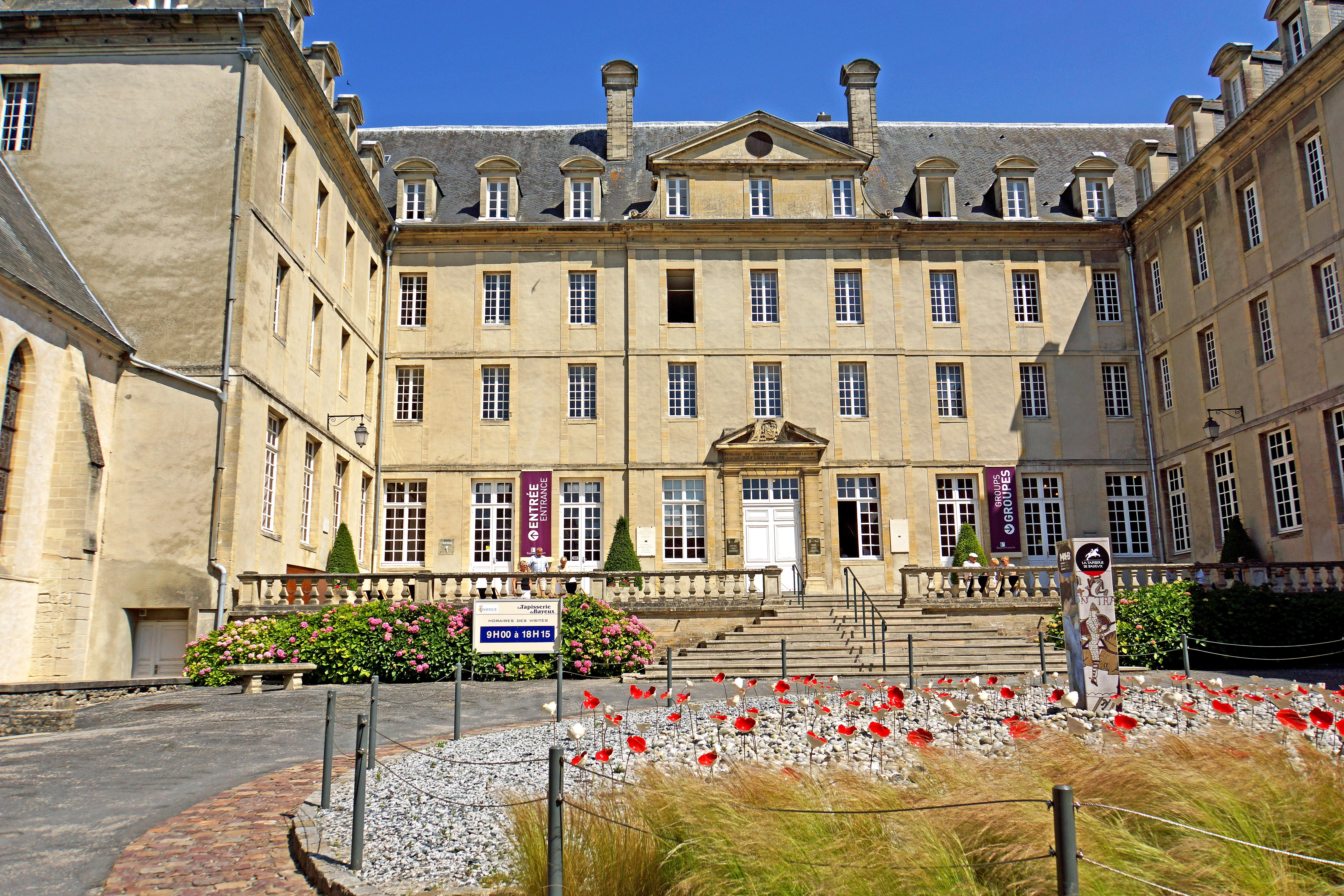
Ancien séminaire de Bayeux où le jeune Eugène décida de se consacrer au chant grégorien.

Avec un petit tableau des neumes sangalliens, ce livre, Graduel neumé, n'est autre que les fac-similés du graduel personnel de Dom Eugène Cardine, moine de l'abbaye Saint-Pierre de Solesmes, fondateur d'une science sémiologie grégorienne et professeur de l'Institut pontifical de musique sacrée (1952 - 1984).
Il s'agit d'un exemplaire de l'Édition Vaticane, Graduale sacrosanctæ romanæ ecclesiæ de Tempore et de Sanctis SS. D. N. PII X. Pontificis Maximi, publiée en 1908 sous le pontificat du pape Pie X.

### Source de l'enseignement à l'Institut pontifical de musique sacrée
Avant la publication de son fac-similé, ce graduel personnel contribua par hasard à enseigner les neumes anciens à Rome.
À la suite du décès inattendu d'un professeur du chant grégorien, l'Institut pontifical de musique sacrée avait nommé en 1952 Dom Cardine son successeur. Le cours se serait commencé avec la théorie de la rythmique grégorienne de Solesmes ayant convaincu tous les chanteurs du chant grégorien de l'époque. Le nouveau professeur se souvint : « Or, dans la salle voisine, quelqu'un jouait le piano, ce qui me gênait beaucoup. Mes étudiants m'entourèrent alors pour examiner mon Graduel neumé : ce fut une fascination. » 
Grâce à ce graduel, ses élèves pouvaient désormais répartir les études sémiologiques de son professeur.

### Publication
Après avoir établi une nouvelle science sémiologie grégorienne dans les années 1950, Dom Cardine et ses collègues préparaient leur premier livre de théorie, la Sémiologie grégorienne d'abord en italien. Il fallait toutefois un livre de chant afin de pratiquer cette nouvelle façon. Il est évidemment difficile à chanter avec les fac-similés de manuscrits en neumes anciens. Même à l'époque carolingienne, les moines ne les consultaient que lors de leur répétition, à cause de sa taille. 
La publication des fac-similés du graduel de Dom Cardine était donc considérée comme meilleure solution, mais plus précisément une seule solution disponible. Dans cette notation duplexe, l'interprétation est idéalement présentée de meilleurs neumes anciens alors que la notation à gros carrés fonctionne pour le solfège. Un tome dans la série II de la Paléographie musicale fut annoncé. Enfin, étant donné qu'il ne s'agissait pas de manuscrit, le Graduel neumé fut sorti en 1966, en tant qu'un livre de chant.    
Il semble que Dom Cardine hésitât encore. Ce titre possède en effet ses deux particularités. D'une part, l'abbaye de Solesmes n'avait publié auparavant que les livres de chant intitulés en latin, car leur texte grégorien est exactement celui du latin. C'est une seule exception, hormis les livres de chant bilingues. D'autre part, le verbe neumer n'existe pas. Il est probable que Dom Cardine évita intentionnellement le titre Graduale romanæ, en raison de l'usage expérimental, et non officiel.
Certes, Dom André Mocquereau († 1930) avait déjà pratiqué la transcription des neumes dans l'atelier de la Paléographie. Cependant, c'était cette publication duplexe qui fit rétablir, pour la première fois, ceux que les moines carolingiens chantaient certainement il y a 1100 ans. Car, dans les neumes anciens, se cache un immense raffinement des expressions que ni notation moderne ni celle de gros carrés ne peuvent représenter.

## Caractéristique
Lorsque ce livre fut publié en 1966, Dom Eugène Cardine se concentrait sur l'enseignement du chant grégorien auprès de l'Institut pontifical de musique sacrée. D'où, l'auteur n'avait pas assez de temps pour établir une édition critique. La publication eut lieu, sans consulter à nouveau les manuscrits. À partir du Graduale Triplex, la manière critique fut achevée. 
Dans son avertissement, Dom Cardine précisait encore qu'une petite croix ( + ) signifie le cas étudié alors que le zéro ( 0 ) indique qu'aucune correspondance ne se trouva dans les manuscrits consultés. 
L'auteur avait essentiellement copié les neumes dans la famille sangallienne, en raison de sa qualité. Parfois, il ajoutait des variantes trouvées dans les manuscrits Laon ms 239 et Chartres ms 47, meilleurs manuscrits d'autres traditions. Les sources principales étaient :
1. Bibliothèque de l'abbaye de Saint-Gall, ms 339, Calendrier, Graduel et Sacramentaire, vers 1000
2. Bibliothèque de l'abbaye de Saint-Gall, ms 359, Cantatorium de Saint-Gall, vers 922 - 925
3. Bibliothèque de l'abbaye territoriale d'Einsiedeln, ms 121, Graduel de Saint-Gall, Xe siècle
4. Bibliothèque d'État de Bamberg, lit. 6, Graduel de Saint-Emmeran de Ratisbonne, vers 1000

## Postérité

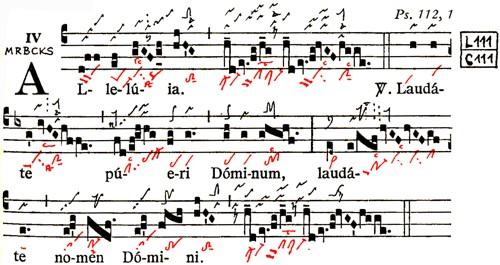
En 1979, le Graduale Triplex succéda au Graduel neumé. Dans cette notation, L111 signifie les neumes issus de fol. 111 dans le manuscrit Laon 239 tandis que C111 indique le chant n° 111 du cantatorium de Saint-Gall. Les abréviations MRBCKS sont celles des textes de l'Antiphonale Missarum Sextuplex. L'édition critique que Dom Cardine souhaitait fut effectivement établie.

Si la publication du Graduel neumé était un petit pas pour l'interprétation sémiologique, elle contribua considérablement à établir l'exécution authentique du chant grégorien. L'abbaye de Solesmes put sortir en 1979 le Graduale Triplex, en collaboration avec deux disciples de Dom Cardine. Puis, plusieurs éditions critiques sont en train d'être publiées, en duplex ou triplex. 
1. Graduale Triplex, Abbaye Saint-Pierre, Solesmes 1979  (ISBN 978-2-85274-044-0) 918 p.
2. Antiphonale monasticum, Abbaye Saint-Pierre, Solesmes depuis 2005 : partiellement duplex pour l'interprétation des pièces mélismatiques
3. Graduale novum, Con Brio et Libreria editrice Vaticana, Ratisbonne et Vatican depuis 2011 : triplex

En outre, pour leur meilleure exécution du chant grégorien, un certain nombre de musicologues et d'ensembles vocaux préparent de nos jours leurs propres notations duplexes.

## Premier graduel duplex en grégorien
S'il n'est pas certain que Dom Cardine connût déjà son existence lors de sa publication du Graduel neumé, cet auteur citait, dans les Études grégoriennes sorties en 1977, la 2e édition du graduel, publiée en 1876, du musicologue allemand Michael Hermesdorff. Dans ce graduel en grégorien, la notation s'accompagnait des signes neumatiques utilisés dans la région de Trèves aux XIIe et XIIIe siècles [notation en ligne].